# Thanatopolitik
Thanatopolitik, även stavat tanatopolitik, (från grekiskan: θάνατος 'död' och πολιτικά 'läran om staden') är en term inom politisk teori som avser den del av biopolitiken som rör (människans) död. Termen kontrasteras så mot den del av biopolitiken som rör det livgivande, men avgränsas ibland även mot nekropolitik, som avser den döda kroppen som ett politiskt objekt.
Biopolitiken rör de politiska processer som påverkar födsel, liv och död. Döden har alltid varit föremål för politiken på så sätt att suveränen har haft makt att antingen döda människor eller låta människor dö, ett synsätt som i synnerhet framförts av Michel Foucault. Begreppet thanatopolitik myntades av den italienske filosofen Giorgio Agamben, som bland annat använde det i Homo sacer (1995), för att särskilja den aspekt av biopolitiken som rör beslut om döden.
Medan Agamben, liksom Roberto Esposito, till stor del behandlat thanatopolitik i samband med vissa totalitära styren och ideologier, såsom nazism, har andra antagit bredare perspektiv och granskar thanatopolitiska aspekter även i liberala miljöer. Den politiska filosofen Chiara Bottici menar att hela den mänskliga politikens historia kan anses som thanatopolitisk eftersom politik i regel konceptualiseras som en resa mot döden.